# Jelšingrad livnica čelika Banja Luka
Jelšingrad livnica čelika Banja Luka (code BLSE : JLLC-R-A) est une entreprise bosnienne de la métallurgie qui a son siège social à Banja Luka, la capitale de la république serbe de Bosnie.
Le nom complet de l'entreprise est Jelšingrad Livar Livnica čelika a.d. Banja Luka.

## Histoire
L'origine de Jelšingrad remonte à 1937 ; l'entreprise a été créée comme une fonderie de fer et d'acier et comme une usine de construction mécanique. Depuis 1964, la société s'est spécialisée dans la fabrication de pièces moulées en acier. Avant la guerre de Bosnie-Herzégovine, Jelšingrad produisait 12 600 tonnes de pièces, chiffre qui tomba à 500 tonnes après la guerre. Depuis cette période, l'entreprise a retrouvé une partie de ses marchés d'avant-guerre ; elle produit aujourd'hui 4 000 tonnes de pièces moulées qui sont exportées à plus de 90 %, notamment en Italie, en France, en Allemagne, en Autriche, en Hongrie, en Slovénie et dans les autres pays de l'ex-Yougoslavie.

## Activités
Parmi les pièces fabriquées par Jelšingrad livnica čelika Banja Luka figurent des pièces en 0,5 et 5 000 kg, pièces uniques ou en série à la demande des clients. L'entreprise fabrique ainsi des pièces diverses pour les chemins de fer, la construction mécanique, les industries minière, pétrolière, chimique ou agroalimentaire, comme des roues, des valves, des corps de clapet, des couples, etc.

## Données boursières
Le 12 mars 2010, l'action de Jelšingrad livnica čelika Banja Luka valait 0,257 BAM (marks convertibles), soit 0,13 EUR.